# XP-83 (航空機)

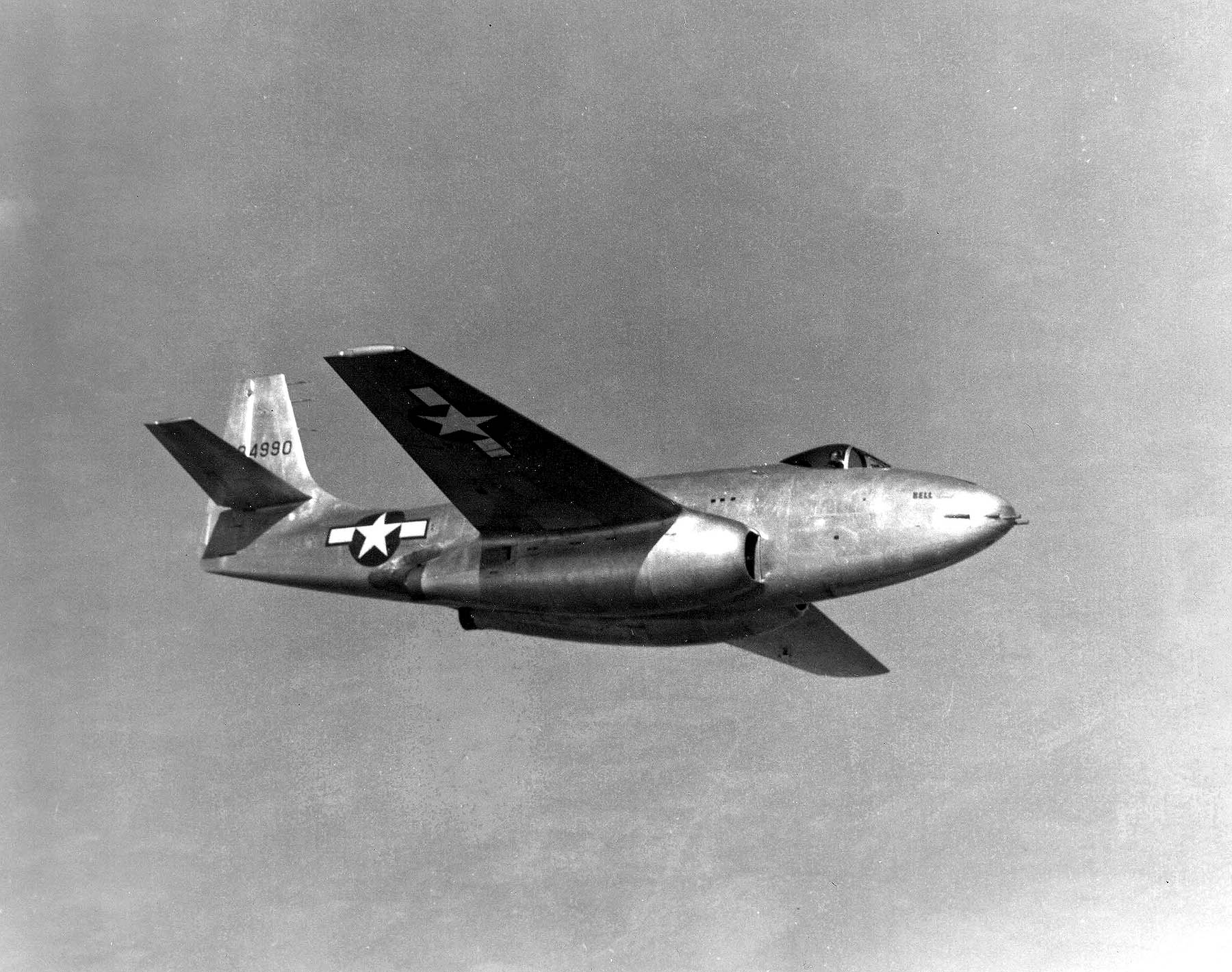
XP-83

XP-83は、ベルエアクラフト社がアメリカ陸軍航空軍向けに開発したジェット戦闘機。1945年に初飛行したが、2機の試作のみで制式採用されなかった。

## 概要
ベルエアクラフト社が担当したアメリカ初のジェット戦闘機P-59（初飛行1942年）は、初期のジェットエンジンの欠点である燃料消費率の多さにより、航続距離は380kmと非常に短いものであった。Me 262の脅威に晒されていたアメリカ陸軍航空隊は、爆撃機の護衛も可能な長距離戦闘機を求め、同社に1944年3月にP-59の発展型の開発を下命、7月31日に2機の試作契約を結ぶ。
P-59をパワーアップし、太胴に大容量の燃料タンクを収容する構成で、機内に4,350リットル、増槽は950リットルの容量があり、最大航続距離3,500kmを目指した。中翼配置の機体であり、空気取り入れ口は主翼前方の気体側面に有した。コックピットは与圧の水滴型に変更されており、武装は1号機は12.7mm機銃、2号機は15.7mm機銃を機首に横一列に装備した。
試作初号機は1945年2月25日、2号機は10月19日に初飛行したが、飛行性能が計画値を大きく下回り、また第二次世界大戦が終結したため、早々に開発中止された。1946年に初号機はラムジェットの試験機に改造されたが9月14日にエンジン火災で失われ、また2号機は1947年にスクラップにされた。
以降、ベル社は高速試験機X-1と回転翼機の開発に専念することになり、本機が同社最後の戦闘機になった。

## 要目
- 全長：13.67m
- 全幅：16.15m
- 全高：4.65m
- エンジン：J33-GE-5ターボジェットエンジン（推力：1,700kg）2基
- 乗員：1名
- 最大速度：840km/h
- 最大航続距離：3,500km
- 武装：12.7mm機銃 6門